# Patrik Ingelsten
Patrik Ingelsten (ur. 25 stycznia 1982 w Hillerstorp) – szwedzki piłkarz występujący na pozycji skrzydłowego lub napastnika. Obecnie gra w Vikingu Stavanger.

## Kariera klubowa
Patrik Ingelsten zawodową karierę rozpoczynał w zespole Hillerstorps GoIF, z którego w 2000 roku trafił do IFK Värnamo. W nowym klubie szwedzki gracz spędził dwa lata, w trakcie których brał udział w 43 ligowych pojedynkach i strzelił dwanaście goli. W 2002 roku Ingelsten podpisał kontrakt z Halmstads BK. W jego barwach 7 kwietnia tego samego roku w meczu przeciwko GIF Sundsvall zadebiutował w rozgrywkach Allsvenskan. W debiutanckim sezonie w Halmstads Ingelsten nie strzelił ani jednego gola, natomiast podczas rozgrywek w 2003 roku na listę strzelców wpisał się pięć razy. W 2004 roku Szwed razem z drużyną zdobył wicemistrzostwo kraju tracąc dwa punkty do Malmö FF. 29 września 2005 roku Ingelsten zdobył decydującą o awansie do następnej rundy bramkę w meczu Pucharu UEFA przeciwko Sportingowi, który zakończył się zwycięstwem Halmstads 3:2.
Od 2007 roku Ingelsten zaczął grać dla Kalmar FF. Zajął z nim drugie miejsce w Allsvenskan, a mistrzowie Szwecji – piłkarze IFK Göteborg uzbierali wówczas o jeden punkt więcej. W 2008 roku Kalmar FF zdobyło jednak pierwszy w historii klubu tytuł mistrza kraju, a sam Ingelsten z dziewiętnastoma golami na koncie został królem strzelców rozgrywek.
22 grudnia tego samego roku poinformowano, że Szwed od stycznia będzie zawodnikiem SC Heerenveen, a razem z nim do tego klubu dołączy Viktor Elm. W Eredivisie Ingelsten po raz pierwszy wystąpił 24 stycznia w wygranym 2:0 spotkaniu z Rodą Kerkrade. Norweg nie potrafił wywalczyć sobie miejsca w podstawowym składzie Heerenveen i pełnił rolę rezerwowego. 8 stycznia 2010 roku Ingelsten przeszedł do norweskiego Vikinga.

## Kariera reprezentacyjna
W październiku 2008 roku Ingelsten zastąpił kontuzjowanego Markusa Rosenberga w kadrze reprezentacji Szwecji na mecz eliminacji do Mistrzostw Świata 2010 przeciwko Portugalii, jednak w pojedynku tym ostatecznie nie wystąpił.